# Daniele da Castrovillari
Daniele da Castrovillari, také Daniele Castrovillari (ccs 1613? Castrovillari, Kalábrie – 29. listopadu 1678 Benátky) byl italský mnich a hudební skladatel.

## Život
O jeho životě víme jen to, že byl františkánským mnichem v klášteře v Benátkách a že byl aktivní v tomto městě kolem poloviny 17. století jako skladatel. Podle některých pramenů byl učitelem skladatele houslisty a varhaníka Giovanni Battisty Bassaniho a působil ve vévodské kapli chrámu sv. Marka v Benátkách.

## Opery
Z jeho díla se dochovala pouze opera Cleopatra. Jednotlivé árie z této opery jsou na repertáru řady předních světových umělců. V novodobé premiéře bude uvedena v březnu v San Franciscu v Marines' Memorial Theater.
- Gl'avvenimenti d'Orinda (1660 Benátky)
- La Pasife (1661 Benátky)
- La Cleopatra (libreto Giacomo dall’Angelo, 1662 Benátky)